# Santa Maria de Castellfollit del Boix
Santa Maria de Castellfollit del Boix és una obra del municipi de Castellfollit del Boix (Bages) inclosa en l'Inventari del Patrimoni Arquitectònic de Catalunya.

## Descripció
Es tracta d'una església d'una sola nau i amb un cos adossat al lateral situada als afores del poble. Presenta una façana molt senzilla coronada per un frontó i un campanar d'espadanya d'un sol ull. L'interior presenta murs emblanquinats, i un presbiteri sense cap mena de decoració.